# مراد إبراهيم
مراد إبراهيم هو رئيس جبهة تحرير مورو الإسلامية في جنوب الفلبين. وقد تولى قيادة الجبهة بعد وفاة زعيمها سلامات هاشم يوم 13 يوليو/ تموز 2003 في بوتيغ بمقاطعة لاناو ديل سور جنوب الفلبين.
وتعتبر الجبهة أحد أكبر الحركات الانفصالية في الفلبين حيث تضم نحو 12 ألف مقاتل وتخوض حربا منذ حوالي 30 عاما" تهدف إلى قيام دولة إسلامية في جزيرة مندناو جنوبي الفلبين حيث يستوطن غالبية المسلمون الفلبينيون.

## وصلات خارجية
- مراد إبراهيم.. مسلمو الفلبين، برنامج لقاء اليوم، قناة الجزيرة، 5 ديسمبر 2008م
- الحاج مراد إبراهيم.. الهدنة مع الحكومة الفلبينية، برنامج لقاء اليوم، قناة الجزيرة، 2 يونيو 2004م